# مانشستر سيتي موسم 2015–16
كان موسم 2015–16 هو الموسم الـ114 لنادي مانشستر سيتي لكرة القدم في كرة القدم التنافسية، والموسم الـ87 في كرة القدم الإنجليزية والموسم الـ19 في الدوري الإنجليزي الممتاز.  إلى جانب الدوري، تنافس النادي أيضًا في دوري أبطال أوروبا وكأس الاتحاد الإنجليزي وكأس الرابطة. ويغطي الموسم الفترة من 1 يوليو 2015 إلى 30 يونيو 2016.
في الموسم الأخير للمدرب مانويل بيليغريني مع مانشستر سيتي، حقق النادي بعض الإنجازات البارزة. في 28 فبراير 2016، فاز البلوز بكأس الرابطة بعد فوزه على ليفربول بركلات الترجيح في المباراة النهائية على ملعب ويمبلي. على الرغم من أن مانشستر سيتي أنهى الموسم في المركز الرابع فقط في الدوري (وهو ما يؤهله لدوري أبطال أوروبا في الموسم التالي) على الرغم من البداية القوية، فقد شهد الموسم أنجح حملة أوروبية لمانشستر سيتي حتى الآن، حيث هزم البلوز باريس سان جيرمان 3–2 في مجموع المباراتين للتقدم إلى نصف نهائي دوري أبطال أوروبا لأول مرة في تاريخهم (لم يصلوا حتى إلى ربع النهائي من قبل). هناك، خسر مانشستر سيتي بصعوبة أمام ريال مدريد، البطل في نهاية المطاف، بنتيجة 0–1 في مجموع المباراتين.